# Tauchfahrt
Als Tauchfahrt beschreibt man die Fortbewegung von U-Booten unter Wasser. Die Fortbewegung von vollständig untergetauchten Fahrzeugen wird Tiefwaten bzw. Unterwasserfahren genannt.
U-Boote unterscheiden sich durch einige Besonderheiten von gewöhnlichen Schiffen, denn sie schwimmen nicht nur (an der Wasseroberfläche), sondern sie schweben im Wasser, was Tauchfahrt genannt wird. Bei der Tauchfahrt, dem Hauptanwendungsgebiet, ist die gesamte Masse eines U-Bootes gleich der des verdrängten Wassers (Verdrängungsmasse; siehe auch Archimedisches Prinzip).
Allerdings wird dieser Schwebe-Zustand niemals genau erreicht. Einerseits wirken sich selbst kleinste Unterschiede zwischen der U-Boot-Masse und der des verdrängten Wassers aus, andererseits verändert sich die Dichte des umgebenden Wassers laufend durch Wasseraustausch wie zum Beispiel Strömungen und Temperatur. U-Boote haben daher immer eine Tendenz zu steigen oder zu fallen, wenn auch nur sehr langsam. Da diese Tendenzen aber in der Regel sehr gering sind, kann das U-Boot durch dynamischen Auftrieb mit Hilfe der waagrechten Tiefenruder seine Tiefe beibehalten oder verändern. Dies funktioniert allerdings nur, wenn sich das Boot in horizontaler Richtung (voraus- oder achteraus) bewegt.
Die Einhaltung des Schwebezustandes ist besonders wichtig, wenn das getauchte U-Boot auf Sehrohrtiefe fährt, also kontinuierlich darauf achten muss, dass das Periskop weder zu hoch herausragt noch unterschneidet; das Gleiche gilt für den Schnorchel. Die Einhaltung dieses speziellen Schwebezustandes wird erleichtert mit Hilfe des Papenberg-Instruments.